# Chrzanów
Chrzanów é um município da Polônia, na voivodia da Pequena Polônia e no condado de Chrzanów. Estende-se por uma área de 38,31 km², com 37 396 habitantes, segundo os censos de 2016, com uma densidade de 975,9 hab/km².

## História
Chrzanów foi fundada provavelmente no século X ou mais cedo, mas o primeiro documento que a menciona é datado do século XII. Os privilégios da cidade foram dados a Chrzanów provavelmente em 1393.
Chrzanów foi sempre uma cidade polonesa. Até ao século XX, Chrzanów era uma cidade de diversas famílias nobres. Nunca foi cercada por paredes defensivas. Era principalmente uma cidade de comércio.
Antes da segunda guerra mundial cerca de metade da população da cidade era judia. Durante a guerra muitos deles foram assassinados pelos nazis no campo de concentração de Auschwitz (localizado a cerca de 20 quilômetros da cidade).
A cidade é também tem a fábrica de locomotivas Fablok.

## Transporte
As conexões principais por estrada da cidade incluem a conexão com Cracóvia (ao leste) e Katowice (ao oeste) através da Estrada A4 (com portagem) ou através do estrada nacional número 79.
Há também duas estradas da voivodia que partem de Chrzanów: estrada número 933 (para sudoeste) a Oświęcim, Pszczyna e Jastrzębie-Zdrój e estrada número 781 (que vai para o sudeste) a Andrychów.

## Personalidades
- Mikołaj z Chrzanowa (1485-1562)
- Józef Patelski (1805-1887)
- Jan Oczkowski (1829-1906)
- Elia Marchetti (1839-1863)
- Bolesław Chwastowski (1846-1907)
- Henryk Loewenfeld (1859-1931)
- Filip Müller (1867-1951)
- Jan Pęckowski (1874-1959)
- Tadeusz Urbańczyk (1887-1973)
- Ignacy Schwarzbart (1888-1961)
- Zdzisław Krawczyński (1893-1965)
- Henryk Bromboszcz (1906-1976)
- Izaak Deutscher (1907-1967)
- Mascha Kaléko (1907-1975)
- Marian Konarski (1909-1998)
- Michał Potaczało (1912-1975)
- Mieczysław Mazaraki (1913-2003)
- Helena Chłopek (1917-2007)
- Janina Woynarowska (1923-1979)
- Władysław Roman Wawrzonek (1927-2007)
- Lucyna Szubel (1932)
- Ewa Krzyżewska (1939-2003 )
- Bogusław Mąsior (1947)
- Mikołaj Grabowski (1946)
- Andrzej Grabowski (1952)
- Jerzy Styczyński (1958)
- Leszek Nowak (1964)
- Zbigniew Wąsiel (1966)
- Mariusz Jakus (1967)
- Janusz Szrom (1968)
- Michał Gajownik (1981-2009)
- Daniel Buczak (1982)